# 澳大利亚时报
《澳大利亚时报》是一份在西澳大利亚州首府珀斯发行的简体中文报纸，也是澳大利亚首份采用简体字排版的中文报纸，总部位于西澳大利亚，是澳大利亚历史最长、影响力最大的中文媒体之一。此外，在2016年11月24日，这份报纸亦在昆士兰州推出昆士兰版本。

## 历史
《澳大利亚时报》于1998年10月1日由张野博士太平绅士创立，由华网传媒集团（CHINANET (Australia) Pty Ltd）出版发行。
《澳大利亚时报》在期间每周发行两次（周三版和周末版），发行量每期10000份以上，现时每周发行一次。
《澳大利亚时报》的主要产品包括：
1. 《澳大利亚时报》每周一期。
2. 《华语商业指南》每年出版，企业和机构信息大全。
3. 澳奇网：www.actimes.com.au 成立于1999年，是澳大利亚最早的中文网站。
4. iPlab同城网：www.iplabcls.com。
5. 《澳大利亚时报》官方微信平台。
6. 《澳大利亚时报》官方微博。
7. 澳中翻译咨询服务，提供口译和笔译服务

《澳大利亚时报》的总部在珀斯，在2011年买下有120多年历史、列入文化遗产名录的老邮局作为澳大利亚时报主办公地点。

## 版面
2016年至2018年期间的澳大利亚时报逢周三、周末发行两期，常规版为每期44版。版面中除了有以上在创刊时的页面之外。更增加了不少的页面，包括把中国联网改成中华联网，增加即时报道、一周财经、澳洲华人、旅游、房地产、美食街、学生园地、和分类广告等栏目。现时每周发行一期，2019年9月12日起逢周四发行一期。
现时的周末版，前身为《财金时报》。 2018年3月2日起改版，是为《时报周末》，在2019年5月3日发行最后一期。

## 连载
现时有不少的作家会在澳大利亚时报中连载有关的文学作品，例如在文学天地的一节中，马可是尊为《在西澳的日子》的《我在澳洲做房东》的专栏连载。